# Simon Zeisel
Simon Zeisel (Lomnitz (tegenwoordig Lomnice (okres Brno-venkov)), 10 april 1854 - Wenen, 10 januari 1933) was een Tsjechisch scheikundige. Toen hij geboren werd, was Tsjechië nog onderdeel van Oostenrijk-Hongarije, waardoor men - afhankelijk van de opinie van de schrijver - ook soms leest dat hij een Oostenrijks of Duits scheikundige was.
Zeisel werd geboren als zoon van een handarbeider in Lomnitz bij Brno. Hij studeerde chemie aan de Universiteit van Wenen (1874) en behaalde er zijn graad als Dr. phil. in 1879. Hij overleed te Wenen in 1933.
| Zeisels professionele carrière | Zeisels professionele carrière                                         |
| ------------------------------ | ---------------------------------------------------------------------- |
| 1879                           | Assistent universiteit Wenen                                           |
| 1887                           | Promotie tot privaatdocent                                             |
| 1891                           | Benoeming tot professor aan de Universität für Bodenkultur Wien (Boku) |
| 1925                           | Emeritaat                                                              |

Tijdens zijn loopbaan heeft Zeisel meerdere belangrijke wetenschappelijke bijdragen geleverd:
- Bestuderen van aldehydecondensatiereacties samen met Adolf Lieben (1879-1886)
- Structurele elucidatie van colchicine (1883)
- Uitwerking van de Zeisel-reactie (ook bekend als Zeisel-Prey-ethersplitsing) als analytische techniek; de funderingen hiervoor waren reeds gelegd tijdens zijn colchicine-onderzoek